# Anthony Mansard
Anthony Mansard, né le 5 décembre 2006 à Quincy-sous-Sénart, est un gymnaste artistique français.  

## Biographie
Anthony Mansard est formé au Saint-Denis Gymnastique Réunion par Renaud Clermont, son entraîneur.En 2016, il intègre le pôle espoirs d'Antibes. En tant que junior, il est médaillé d'argent au sol et par équipe lors des Championnats d'Europe junior 2022. Cette année-là, alors qu'il est âgé de 16 ans, il devient champion de France de barre fixe (les juniors concourent avec les séniors), année où il remporte le titre du concours général juniors.
L'année suivante, il remporte la médaille d'argent au sol au Festival olympique de la Jeunesse européenne, lui-même étant un des deux porte-drapeau de la délégation. 
En 2024, il devient champion d'Europe junior du concours général et à la barre fixe, avec également une médaille d'argent au sol et à la barre parallèle, et la médaille de bronze par équipe. Il est aussi champion de France U18 du concours général et trois médaille par agrès individuel (sol, barres parallèles, barre fixe).
Pour ses premiers Championnats de France séniors en avril 2025 à Agen, il s'empare de la deuxième place du concours général avec 80,500 pts battu par Léo Saladino et ajoute une médaille de bronze en barre fixe. Un mois après, il participe à l'âge de 18 ans aux Championnats d'Europe où il remporte le bronze à la barre fixe. Il participe aussi à la première finale par équipe mixte avec le jeune gymnaste Morgane Osyssek-Reimer , tous deux finissant à la quatrième place après un duel avec les italiens

## Palmarès

### Championnats d'Europe
- 2025 - Leipzig
  -  Médaille de bronze à la barre fixe

### Championnats de France
- 2025 - Agen
  -  Médaille d'argent au concours général individuel
  -  Médaille de bronze à la barre fixe
- 2024 - Lyon
  -  Médaille d'or au concours général individuel U18